# Marian Burnett
Marian Joan Burnett (sinh ngày 22 tháng 2 năm 1976 tại Linden) là một nữ vận động viên đến từ Guyana chuyên chạy chạy bộ cự ly trung bình với khoảng cách 800 mét. Cô đã tham gia Thế vận hội Olympic mùa hè 2004 và 2008, đạt được hạng hai cả hai lần trong cự ly 800 mét.
Cô đã giành được huy chương quốc tế đầu tiên của mình tại Giải vô địch Trung Mỹ và Caribbean năm 1999, về thứ ba cự ly 1500 mét. Cô đã đi học tại Đại học bang Louisiana, cô đã giành được danh hiệu NCAA 800 m trong năm 2002. Cô thi đấu cho Guyana tại Thế vận hội Pan American 2003 và sau khi hoàn thành hạng ba ở nội dung 800 m, cô đã được thăng hạng huy chương bạc sau khi người chiến thắng sự kiện Letitia Vriesde bị loại vì sử dụng quá nhiều caffeine.
Năm sau, cô tham gia Giải vô địch trong nhà thế giới IAAF năm 2004 và cũng lọt vào bán kết 800 m nữ tại Thế vận hội Athens 2004. Cô đã tham dự Giải vô địch thế giới năm 2005 về điền kinh nhưng không thể giành huy chương. Năm 2006, cô đã lọt vào bán kết Thế vận hội Khối thịnh vượng chung năm 2006. Cô đã lọt vào bán kết tại Giải vô địch thế giới 2007 
Burnett đã lập kỷ lục quốc gia trong nhà là 2: 02,27 cho 800 m tại Giải vô địch trong nhà thế giới IAAF 2008. Cô đã xuất hiện Olympic lần thứ hai tại Thế vận hội Bắc Kinh 2008, và lọt vào bán kết tại Giải vô địch thế giới năm 2009 về điền kinh.

## Thành tích
| Năm                 | Giải đấu                                     | Địa điểm                          | Thứ hạng            | Nội dung            | Chú thích           |
| Representing Guyana | Representing Guyana                          | Representing Guyana               | Representing Guyana | Representing Guyana | Representing Guyana |
| ------------------- | -------------------------------------------- | --------------------------------- | ------------------- | ------------------- | ------------------- |
| 1999                | Central American and Caribbean Championships | Bridgetown, Barbados              | 3rd                 | 1500 m              | 4:35.56             |
| 2001                | Central American and Caribbean Championships | Guatemala City, Guatemala         | 4th                 | 800 m               | 2:08.29             |
| 2002                | Commonwealth Games                           | Manchester, United Kingdom        | 10th (sf)           | 800 m               | 2:03.52             |
| 2003                | Pan American Games                           | Santo Domingo, Dominican Republic | 2nd                 | 800 m               | 2:03.58             |
| 2004                | World Indoor Championships                   | Budapest, Hungary                 | 11th (h)            | 800 m               | 2:04.48 (iNR)       |
| 2004                | Olympic Games                                | Athens, Greece                    | 22nd (sf)           | 800 m               | 2:02.21             |
| 2005                | World Championships                          | Helsinki, Finland                 | 33rd (h)            | 800 m               | 2:09.88             |
| 2006                | World Indoor Championships                   | Moscow, Russia                    | 19th (h)            | 800 m               | 2:07.18             |
| 2006                | Commonwealth Games                           | Melbourne, Australia              | 15th (sf)           | 800 m               | 2:07.13             |
| 2006                | Central American and Caribbean Games         | Cartagena, Colombia               | 4th                 | 800 m               | 2:06.20             |
| 2007                | South American Championships                 | São Paulo, Brazil                 | 1st                 | 800 m               | 2:03.57             |
| 2007                | South American Championships                 | São Paulo, Brazil                 | 2nd                 | 1500 m              | 4:20.69 (NR)        |
| 2007                | Pan American Games                           | Rio de Janeiro, Brazil            | 4th                 | 800 m               | 2:00.40             |
| 2007                | Pan American Games                           | Rio de Janeiro, Brazil            | 4th                 | 1500 m              | 4:17.91 (NR)        |
| 2007                | World Championships                          | Osaka, Japan                      | 20th (sf)           | 800 m               | 2:01.02             |
| 2008                | World Indoor Championships                   | Valencia, Spain                   | 8th (sf)            | 800 m               | 2:02.27 (iNR)       |
| 2008                | Olympic Games                                | Beijing, China                    | 23rd (h)            | 800 m               | 2:02.02             |
| 2009                | World Championships                          | Berlin, Germany                   | 21st (sf)           | 800 m               | 2:02.75             |
| 2010                | Central American and Caribbean Games         | Mayagüez, Puerto Rico             | 3rd                 | 800 m               | 2:04.45             |
| 2010                | Central American and Caribbean Games         | Mayagüez, Puerto Rico             | 4th                 | 1500 m              | 4:22.56             |

## Kỷ lục cá nhân
| Event          | Time (min) | Venue                                 | Date                     |
| -------------- | ---------- | ------------------------------------- | ------------------------ |
| 400 m          | 53.76      | Baton Rouge, Louisiana, United States | ngày 21 tháng 5 năm 2007 |
| 800 m          | 1:59.47    | Palo Alto, California, United States  | ngày 31 tháng 5 năm 2004 |
| 800 m (indoor) | 2:02.27    | Valencia, Spain                       | ngày 8 tháng 3 năm 2008  |
| 1500 m         | 4:17.91    | Rio de Janeiro, Brazil                | ngày 27 tháng 7 năm 2007 |